# Anísio Medeiros
Anísio Araújo de Medeiros (Teresina, 13 de outubro de 1922 — Rio de Janeiro, 26 de março de 2003) foi um diretor de arte, cenógrafo, figurinista e professor brasileiro.

## Biografia
Formou-se em 1948 na Faculdade Nacional de Arquitetura da Universidade do Brasil (atual Universidade Federal do Rio de Janeiro). Exerceu a atividade de arquiteto, tendo feito diversos projetos pelo Brasil. Ganhou em 1956 o Prêmio de Viagem ao Estrangeiro como desenhista do Salão Nacional de Arte Moderna, que o levou a morar por dois anos na Europa.
Projetou em Teresina (PI) as casas Zenon Rocha, em 1952, e David Cortellazzi, em 1968, além da sede do Iate Clube. Em Parnaíba (PI) projetou a sede do Igara Clube.
Desenhou em 1947 um painel de azulejos para o Conjunto Pedregulho, no Rio de Janeiro (RJ), e na década de 1950, os painéis Os Pássaros, no Educandário Dom Silvério, e Festa Nordestina, na Residência Nanzita Gomes, sendo os dois edifícios em Cataguases (MG) e tombados pelo IPHAN. É de sua autoria o belo painel de azulejos que se encontra no monumento aos mortos da Segunda Guerra Mundial, no aterro do Flamengo, no Rio de Janeiro (1952).
Em 1951 fez as xilogravuras que ilustraram o livro Ode Equatorial, de Lêdo Ivo.
Destacou-se nas décadas de 1950 e 1960, trabalhando com os principais grupos teatrais da época, tais como o Teatro Oficina, Teatro Jovem, Grupo Decisão e Teatro do Rio, posteriormente renomeado Teatro Ipanema.
Foi professor de desenho na Faculdade de Arquitetura e Urbanismo da Universidade Federal do Rio de Janeiro (UFRJ). Na Escola de teatro da UNI-Rio foi professor de cenografia. Foi professor de desenho artístico na Universidade Santa Úrsula, no Rio de Janeiro.
Foi responsável por cenários e figurinos de peças de teatro como Electra, O círculo do giz caucasiano e, em 1968, pelas mãos de Paulo Cesar Saraceni, Medeiros chegou ao cinema, assinando a cenografia de Capitu, seguido de Amor e Traição (1974) e Macunaíma, de Joaquim Pedro de Andrade. Em 1976, ele trabalhou em Dona Flor e Seus Dois Maridos, de Bruno Barreto, e com o mesmo diretor em  Amor Bandido (1978). Entre outros assinou também O Grande Mentecapto (1987) e Tiradentes, o filme (1999), de Oswaldo Caldeira.
Medeiros trabalhou ainda, com Rubens Corrêa e Ivan de Albuquerque na construção do que viria a ser o Teatro Ipanema, nos anos 70.

## Filmografia

### Como figurinista
- 1999 - Tiradentes
- 1989 - O Grande Mentecapto
- 1986 - A Dança dos Bonecos
- 1984 - Noites do Sertão
- 1980 - Prova de Fogo
- 1979 - Amor e Traição
- 1979 - Bye Bye Brasil
- 1978 - Coronel Delmiro Gouveia
- 1977 - Contos Eróticos
- 1976 - Dona Flor e Seus Dois Maridos
- 1975 - Guerra Conjugal
- 1975 - Lição de Amor
- 1970 - É Simonal
- 1969 - Macunaíma
- 1968 - Roberto Carlos e o Diamante Cor-de-Rosa
- 1961 - Os Pequenos Burgueses, Teatro Oficina

### Como diretor de arte
- 1999 - Tiradentes
- 1989 - O Grande Mentecapto
- 1985 - O Rei do Rio
- 1980 - Parceiros da Aventura
- 1979 - Bye Bye Brasil
- 1977 - Ajuricaba, o Rebelde da Amazônia
- 1975 - Joanna Francesa
- 1974 - A Estrela Sobe
- 1973 - O Picapau Amarelo

### Como cenógrafo
- 1979 - Amor bandido
- 1974 - Amor e Traição
- 1972 - Os Inconfidentes
- 1969 - Macunaima
- 1968 - Roberto Carlos e o Diamante Cor-de-Rosa
- 1968 - Capitu
- 1967 - O Círculo de Giz Caucasiano
- 1967 - Electra
- 1963 - Pequenos Burgueses

## Premiações
- Viagem ao Estrangeiro, Salão Nacional de Arte Moderna, 1956
- Melhor Cenografia, por Capitu, Festival de Brasília, 1968
- Melhor Cenografia, por Macunaíma, Festival de Brasília, 1969
- Melhor Figurino, por Macunaíma, Festival de Brasília, 1969
- Melhor Cenografia, por Macunaíma, Coruja de Ouro, Instituto Nacional do Cinema, 1969
- Prêmio Especial do Júri de Cenografia, por Dona Flor e Seus Dois Maridos, Festival de Gramado, 1976
- Prêmio Especial do Júri de Figurino, por Dona Flor e Seus Dois Maridos, Festival de Gramado, 1976
- Melhor Cenografia, por Noites do Sertão, Festival de Gramado, 1984